# Candy Costie
Candace „Candy“ Costie, nach Heirat Candace Burke und Candace Merrill,  (* 12. März 1963 in Seattle) ist eine ehemalige Synchronschwimmerin aus den Vereinigten Staaten. Sie gewann bei Olympischen Spielen eine Goldmedaille und bei Weltmeisterschaften zwei Silbermedaillen.

## Karriere
Candy Costie bildete bereits im Alter von zehn Jahren ein Duett mit Tracie Ruiz. In den zehn Jahren ihrer gemeinsamen Karriere verloren die beiden zwei Wettbewerbe. Die erste Niederlage für die beiden gab es bei den US-Meisterschaften 1980. Von 1981 bis 1984 siegten Ruiz und Costie jeweils bei den Meisterschaften und einmal gewannen die beiden die College-Meisterschaft für die University of Arizona. Bei den Schwimmweltmeisterschaften 1982 in Guayaquil siegten im Duett die beiden Kanadierinnen Kelly Kryczka und Sharon Hambrook vor Ruiz und Costie. Auch im Mannschaftswettbewerb siegten die Kanadierinnen vor der US-Mannschaft.
1983 bei den Panamerikanischen Spielen in Caracas erhielten Ruiz und Costie die Goldmedaille im Duett vor den kanadischen Schwestern Penny und Vicky Vilagos. Die Kanadierinnen gewannen den Mannschaftswettbewerb vor dem US-Team. Bei der olympischen Premiere des Synchronschwimmens 1984 in Los Angeles lag Costie in der Qualifikation zum Einzelwettbewerb fast sechs Punkte hinter Ruiz. Nur die beste aus jeder Nation nahm am Einzelfinale teil. Im Duett-Finale betrug der Vorsprung von Tracie Ruiz und Candy Costie auf Kelly Kryczka und Sharon Hambrook 1,35 Punkte.
Nach den Olympischen Spielen 1984 trat Candy Costie zurück und heiratete den Wasserballspieler Douglas Burke. Diese Ehe wurde später geschieden und Candy Costie heiratete in zweiter Ehe den Immobilienmakler Fred Merrill, mit dem sie eine eigene Firma in Arizona aufbaute.
1995 wurde Candy Costie in die International Swimming Hall of Fame (ISHOF) aufgenommen.